# Onitis occidentalis
Onitis occidentalis är en skalbaggsart som beskrevs av Gillet 1933. Onitis occidentalis ingår i släktet Onitis och familjen bladhorningar. Inga underarter finns listade i Catalogue of Life.